# شیفر (مینه‌سوتا)
شیفر، مینه‌سوتا (به انگلیسی: Shafer, Minnesota) یک شهر در ایالات متحده آمریکا است که در شهرستان چیساکو، مینه‌سوتا واقع شده‌است.

## خصوصیات
شیفر ۳٫۲۹ کیلومترمربع مساحت و ۱٬۰۴۵ نفر جمعیت دارد و ۲۸۷ متر بالاتر از سطح دریا واقع شده‌است.